# ナタリア・イーシェンコ
ナタリア・セルゲーエヴナ・イーシェンコ（Natalia Sergeyevna Ishchenko (ロシア語: Наталья Сергеевна Ищенко)、1986年4月8日 - ）はロシアスモレンスク出身の女子アーティスティックスイミングの選手。2011年までにオリンピック、世界選手権で合計16個の金メダルを獲得している。スカートをはいたフェルプスと例えられている。

## 経歴
5歳からシンクロを始めた。バレエ、フィギュアスケートのレッスンを受けながら、表現力や身体能力に磨きをかけた。
14歳のときにカリーニングラードからモスクワでトレーニングを行うようになった。
2006年FINAシンクロワールドカップのソロで優勝。同年7月下旬のヨーロッパ水泳選手権ではソロ・フリー・ルーティンで金メダルを獲得した。
2008年の北京オリンピックの団体で金メダルを獲得した。
2009年世界水泳選手権ではソロで98.667点で優勝するなど、4個の金メダルを獲得した。
2010年FINAシンクロワールドカップのソロで2大会連続で優勝する。
2011年世界水泳選手権ではソロ、デュエット、団体の6種目で金メダルを獲得した。
2012年のロンドンオリンピックのデュエット、団体で金メダルを獲得した。
出産を経て復帰し、出場した2015年世界水泳選手権では、ソロフリールーティン、デュエットテクニカルルーティン、デュエットフリールーティンの3種目で金メダルを獲得した。

## 人物
かつては大きすぎて速い動きができないと言われたが、2009年世界水泳選手権の時点ではその欠点は無くなった。